# Moderne kunst
Moderne kunst er et begreb, der dækker kunstværker fremstillet i perioden fra ca. 1860 til 1970, og en betegnelse for den stil og filosofi, der prægede kunst produceret i denne periode.  Selvom moderne skulptur og arkitektur er opstået i slutningen af 1800-tallet, henføres fødslen af moderne kunst ofte til 1863, i det år, hvor Édouard Manet udstillede Le a sur lherbe i Paris. Udtrykket forbindes ofte med kunst, der har brudt med tidligere traditioner i en eksperimenterende kontekst. Som udløber af de moderne kunstneriske produktioner opstod de retninger, der betegnes postmoderne kunst.
Moderne kunst begynder med kulturarven fra malere som Vincent van Gogh, Paul Cézanne og Paul Gauguin. I begyndelsen af det tyvende århundrede chokerede Henri Matisse, Maurice de Vlaminck og flere andre unge kunstnere kunstkendere, især i Paris med "vilde", flerfarvede, udtryksfulde landskaber og figurative malerier, den såkaldte fauvisme. Henri Matisses' begyndende fascination af primitiv kunst ses i hans maleriers intense varme, i farvevalget og i det følelsesmæssige præg af frigørelse og hedonisme.
Oprindelig var Pablo Picasso under indflydelse af Gauguin og andre fornyere; han malede sine første kubistiske malerier baseret på Cézannes idé om, at alle skildringer af naturen kan føres tilbage til til tre former: kuben, kuglen og keglen. På denne baggrund udvikledes den analytiske kubisme af Picasso og Georges Braque. Moderne kunst nævnes som et begreb, der er tæt forbundet med modernisme, men med væsentlige forskydninger i tid, form og udtryk mellem disse retninger.
Efter 1. verdenskrig delte moderne kunst sig i en række forskellige stilarter, hvilket bidrager til vanskelighederne med nærmere at definere begrebet. I Danmark er Louisiana indehaver af mere end 3000 emner indenfor moderne kunst, blandt andet af de danske kunstnere Asger Jorn og Per Kirkeby.

## Eksempler på moderne skulptur- og malerkunst
- Pablo Picasso, Dejeuner sur l'Herbe
- Paul Cézanne, The Large Bathers, 1898–1905
- Paul Gauguin, Spirit of the Dead Watching 1892, Albright-Knox Art Gallery
- Georges Seurat, The Models, 1888, Barnes Foundation

## Eksterne links
- Wikimedia Commons har flere filer relateret til Moderne kunst

- Wikimedia Commons har flere filer relateret til Moderne kunst
- Tate Modern Arkiveret 8. oktober 2010 hos  Wayback Machine
- The Museum of Modern Art
- Modern artists and art
- A TIME Archives Collection of Modern Art's perception Arkiveret 2. september 2010 hos  Wayback Machine
- National Gallery of Modern Art - Govt. of India

| Kunst | Spire Denne artikel om kunst er en spire som bør udbygges. Du er velkommen til at hjælpe Wikipedia ved at udvide den. |